# Pygmodeon validicorne
Pygmodeon validicorne es una especie de escarabajo longicornio del género Pygmodeon, tribu Neoibidionini, subfamilia Cerambycinae. Fue descrita científicamente por Bates en 1885.
La especie se mantiene activa durante los meses de enero, marzo, junio, septiembre y octubre.

## Descripción
Mide 12-16 milímetros de longitud.

## Distribución
Se distribuye por Costa Rica y Panamá.